# Emi (imię)
Emi (jap. えみ, エミ) – żeńskie imię japońskie.

## Możliwa pisownia
Emi można zapisać, używając wielu różnych znaków kanji i może znaczyć m.in.:
- 恵美, „piękne błogosławieństwo”[1] (występuje też inna wymowa tego imienia: Megumi)
- 恵実, „błogosławieństwo, owoc” (jak wyżej)
- 絵美, „zdjęcie, piękno”
- 映美, „odzwierciedlać, piękno”
- 映見, „odzwierciedlać, spojrzenie”
- 恵未
- 栄美

## Znane osoby
- Emi Fujita (恵美), japońska piosenkarka
- Emi Inui (絵美), japońska softballistka
- Emi Kaneko (恵美), japońska polityk
- Emi Kawabata (絵美), była japońska narciarka alpejska
- Emi Kuroda (エミ), japońska aktorka
- Emi Motoi (えみ), japońska seiyū
- Emi Nitta (恵海), japońska seiyū i piosenkarka
- Emi Shinohara (恵美), japońska seiyū
- Emi Tawata (えみ), japońska piosenkarka
- Emi Uwagawa (恵美), japońska seiyū
- Emi Wada (惠美), japońska projektantka kostiumów
- Emi Wakui (映見), japońska aktorka
- Emi Watanabe (絵美), japońska łyżwiarka figurowa

## Fikcyjne postacie
- Emi Ichikawa (えみ), postać z mangi i anime Love Hina
- Emi Isuzu (絵美), bohaterka mangi, anime i OVA Tenjho Tenge
- Emi Ogasawara (エミ), bohaterka mangi i anime Ghost Sweeper Mikami